# Орос-Бетелу
Орос-Бетелу, Ороц-Бетелу (ісп. Oroz-Betelu (офіційна назва), баск. Orotz-Betelu) — муніципалітет в Іспанії, у складі автономної спільноти Наварра. Населення — 171 особа (2009).
Муніципалітет розташований на відстані близько 340 км на північний схід від Мадрида, 29 км на схід від Памплони.
На території муніципалітету розташовані такі населені пункти: (дані про населення за 2009 рік)
- Олальдеа: 43 особи
- Орос-Бетелу: 128 осіб

## Демографія
Динаміка населення (INE ):